# Металлопластика

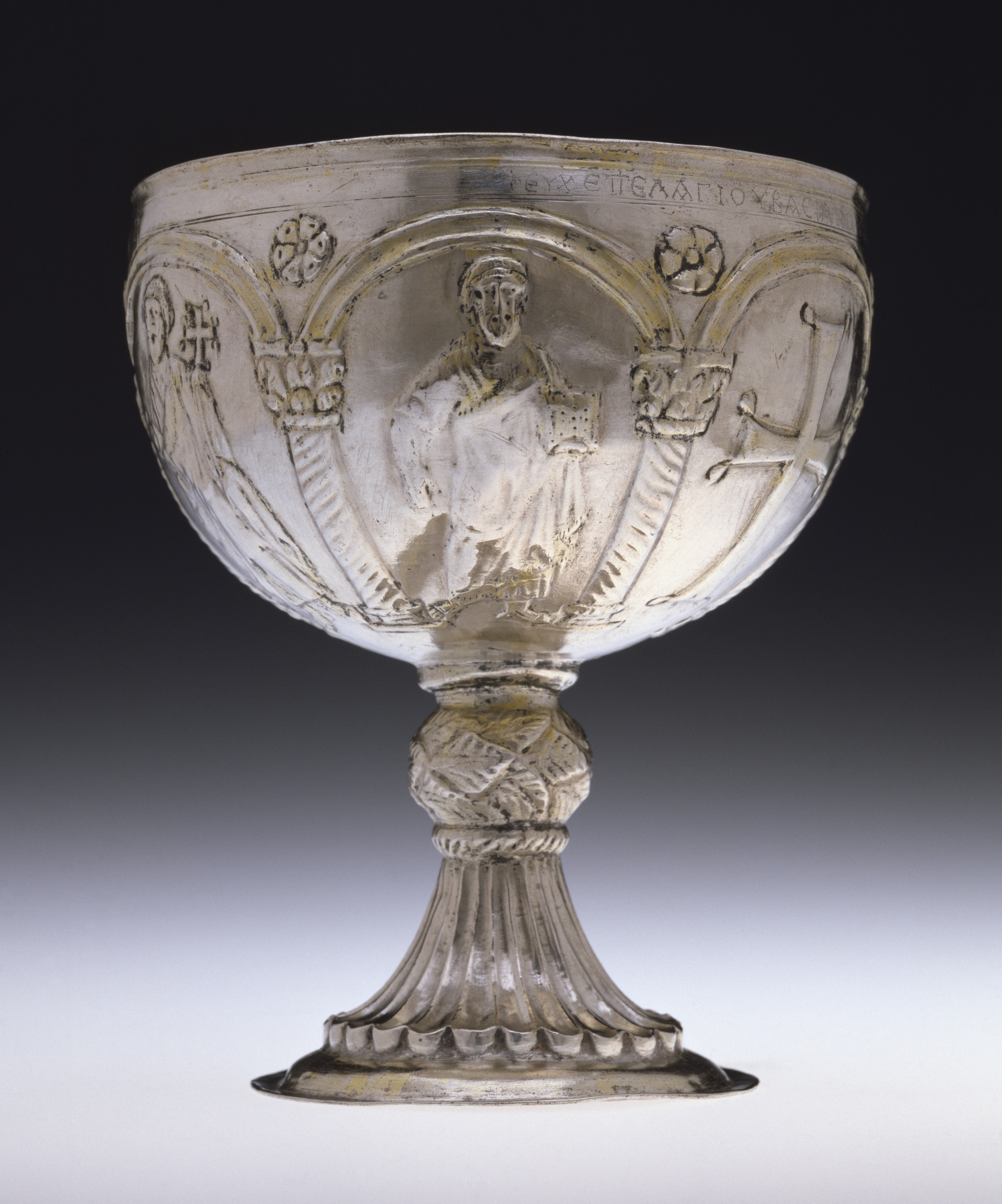
Один из двадцати трёх серебряных алтарных сосудов, предположительно, был найден в сирийской деревне Курин. Серебро repoussé, частичная позолота. Художественный музей Уолтерс.

Металлопластика или тиснение на металле или эмбоссинг на металле— техника создания рельефных изображений на металле. Один из видов декоративно-прикладного искусства и художественной обработки металла.
Отличается от чеканки тем, что производится исключительно на тонких листах металла толщиной до 0,5 мм путём выдавливания контура рисунка специальными инструментами (а не ударом, как в чеканке), благодаря которым образуются плавные деформации металла. Более толстый лист не поддаётся подобной обработке, а лист тоньше 0,2 мм может порваться. Металлопластика использовалась с древних времен для украшения мебели, изготовления различных элементов декора или в качестве самостоятельного произведения искусства.
Благодаря простоте и доступности приёмов она была включена в учебную программу советской школы в 20-е годы. Однако затем эта техника была забыта, и лишь в последнее время интерес к ней опять повысился.

## Инструменты
- линейник или контурная стека, для выдавливания контура рисунка, для проведения тонких линий применяется линейник с диаметром рабочего конца 1 мм, более широких — 2—3 мм. Конец должен быть закруглён и хорошо отполирован;
- стеки давильные различной формы: плоская узкая (для выдавливания узких линий); плоская широкая (гладилка для выравнивания фона);
- выдавка конусная — её концом выдавливают узкие канавки, кроме того, выдавка конусная служит для выдавливания углублений различной формы для вставки камней; выдавки шарообразные — с шариком (различного диаметра) на рабочем конце — для проведения кривых, спиралей, а также выдавливания круглых углублений;
- пуансоны различной формы для обработки фона (нанесения фактуры).

## Галерея

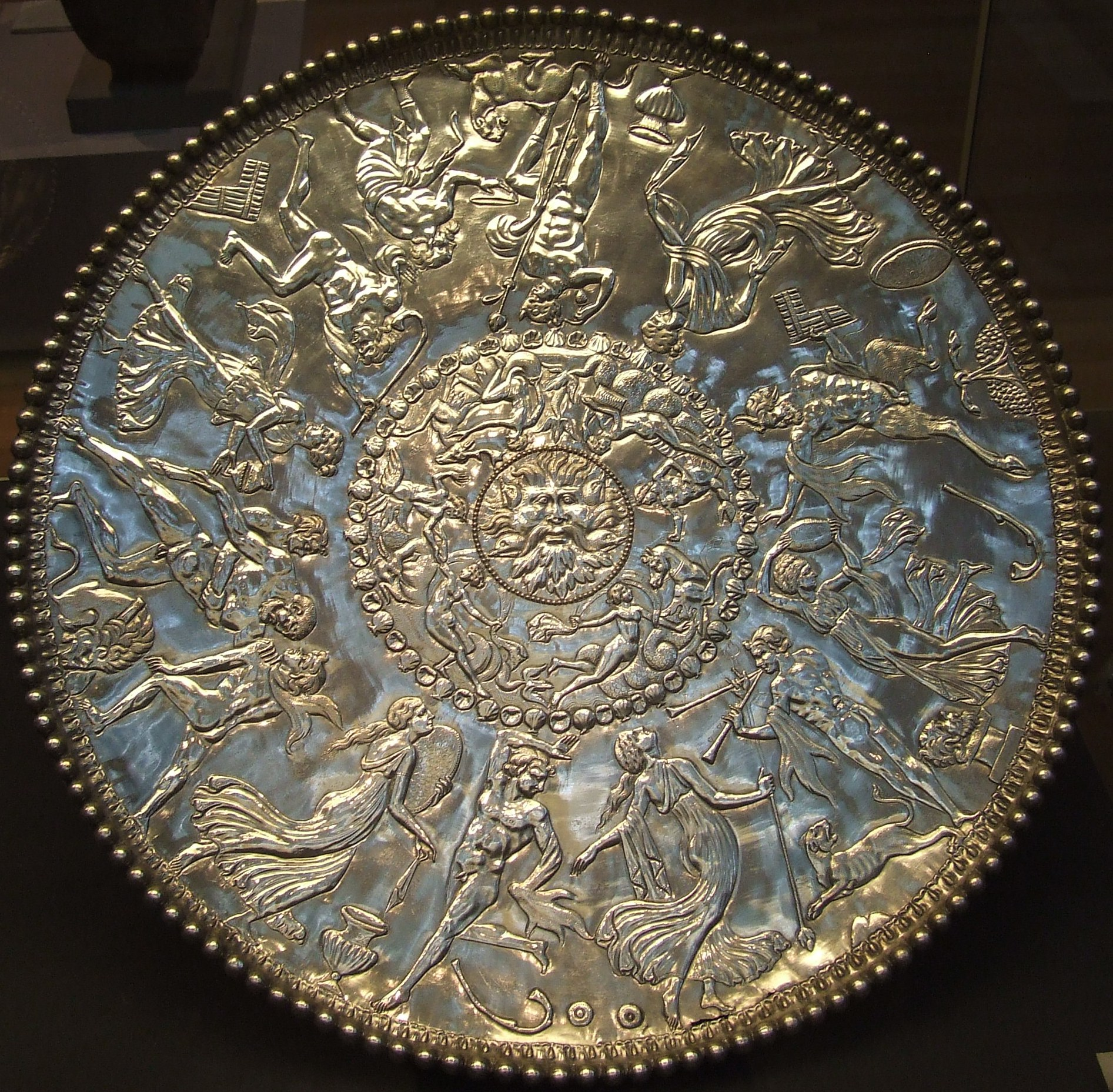
Великое блюдо, или Большая тарелка Бахуса, из римского сокровища Милденхолла
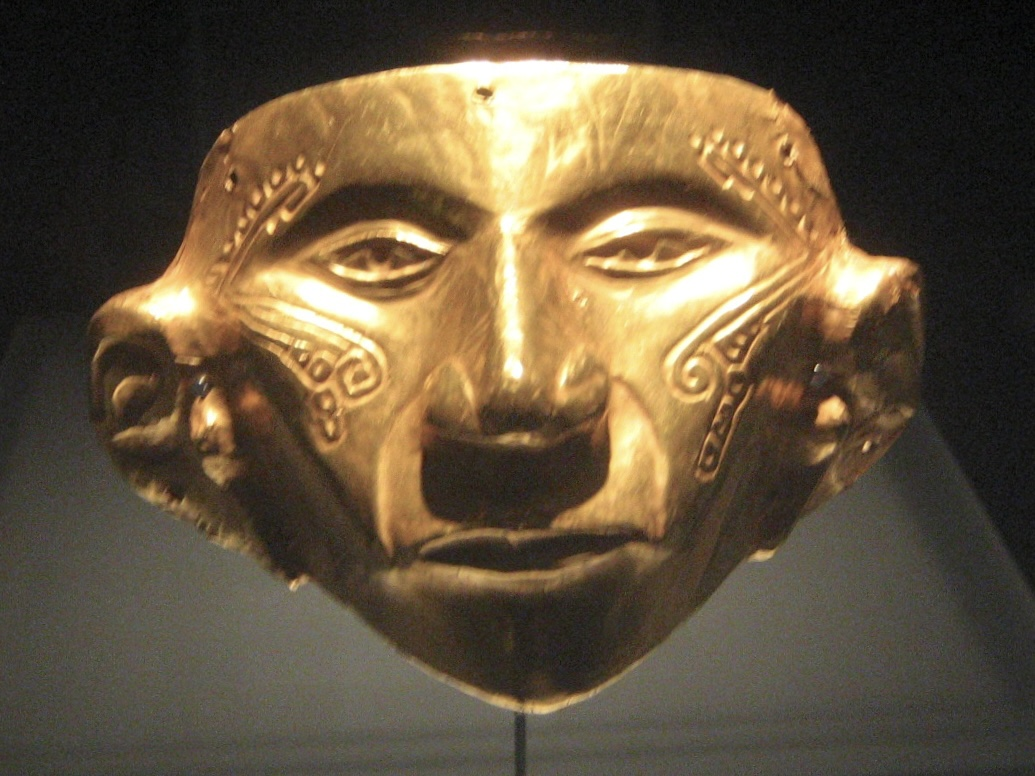
Золотая маска из Колумбии, в Музее дель Оро. Возможно, из культуры Калимы (100—500 гг. н. э.)
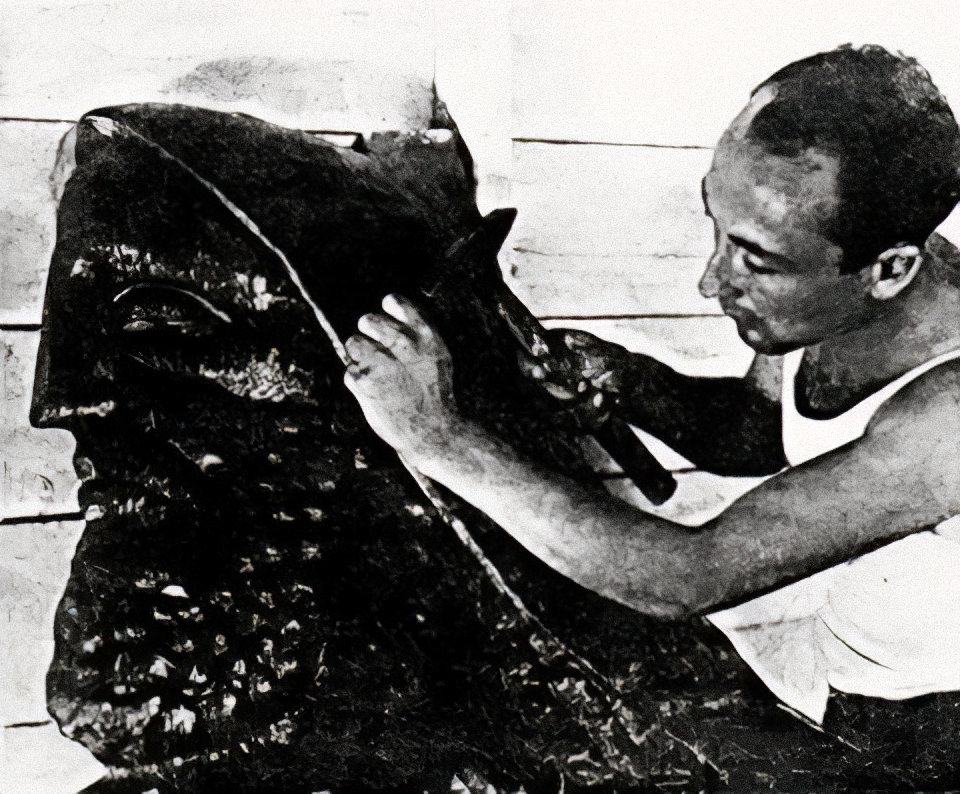
Скульптор Морис Аскалон за работой завершает чеканку медной repoussé рельефной скульптуры около 1939 года.

Современные работы
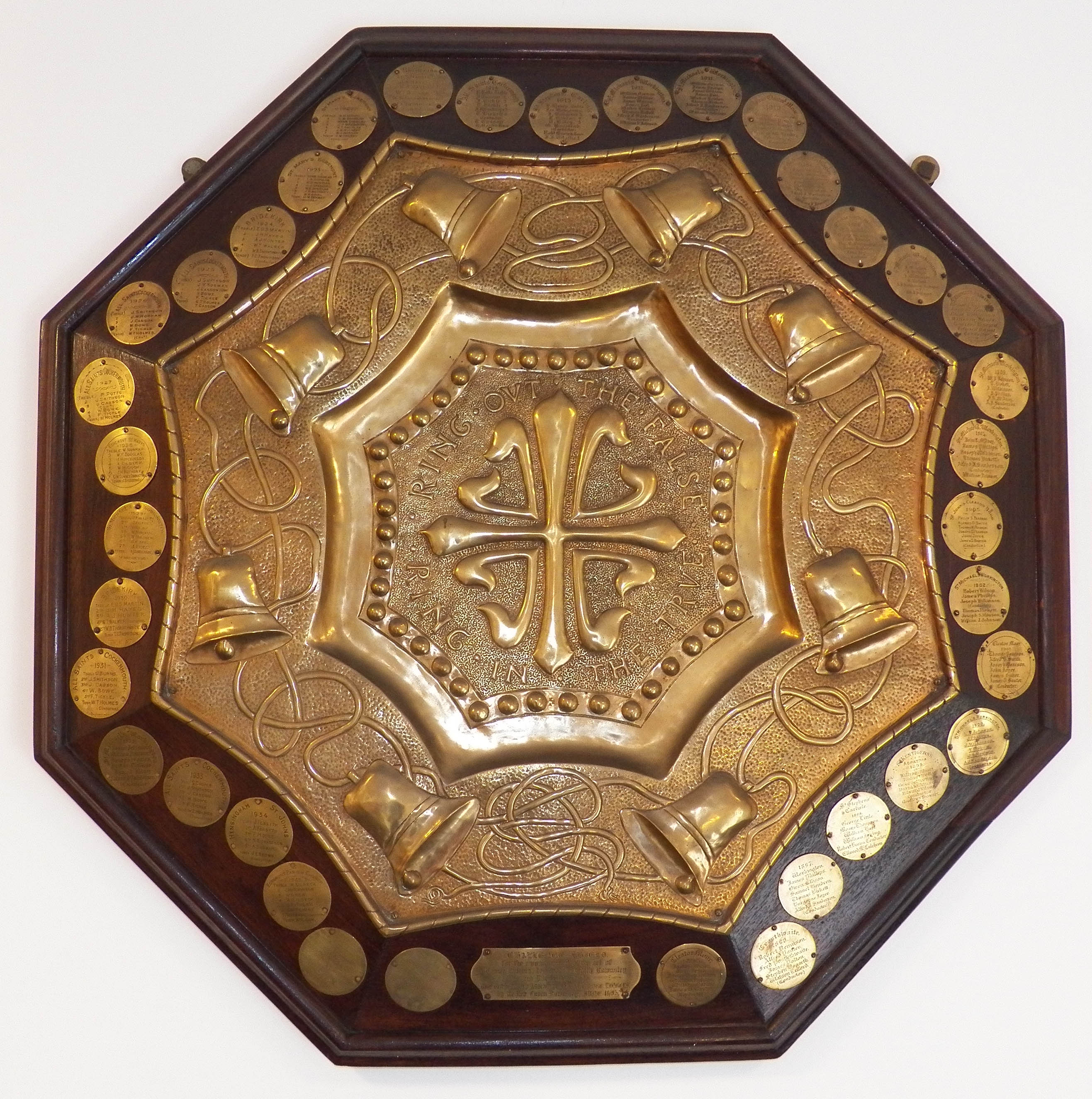
Щит repousse искусств и ремёсел, сделанный Кесвикской школой индустриального искусства, Великобритания, 1895 г.
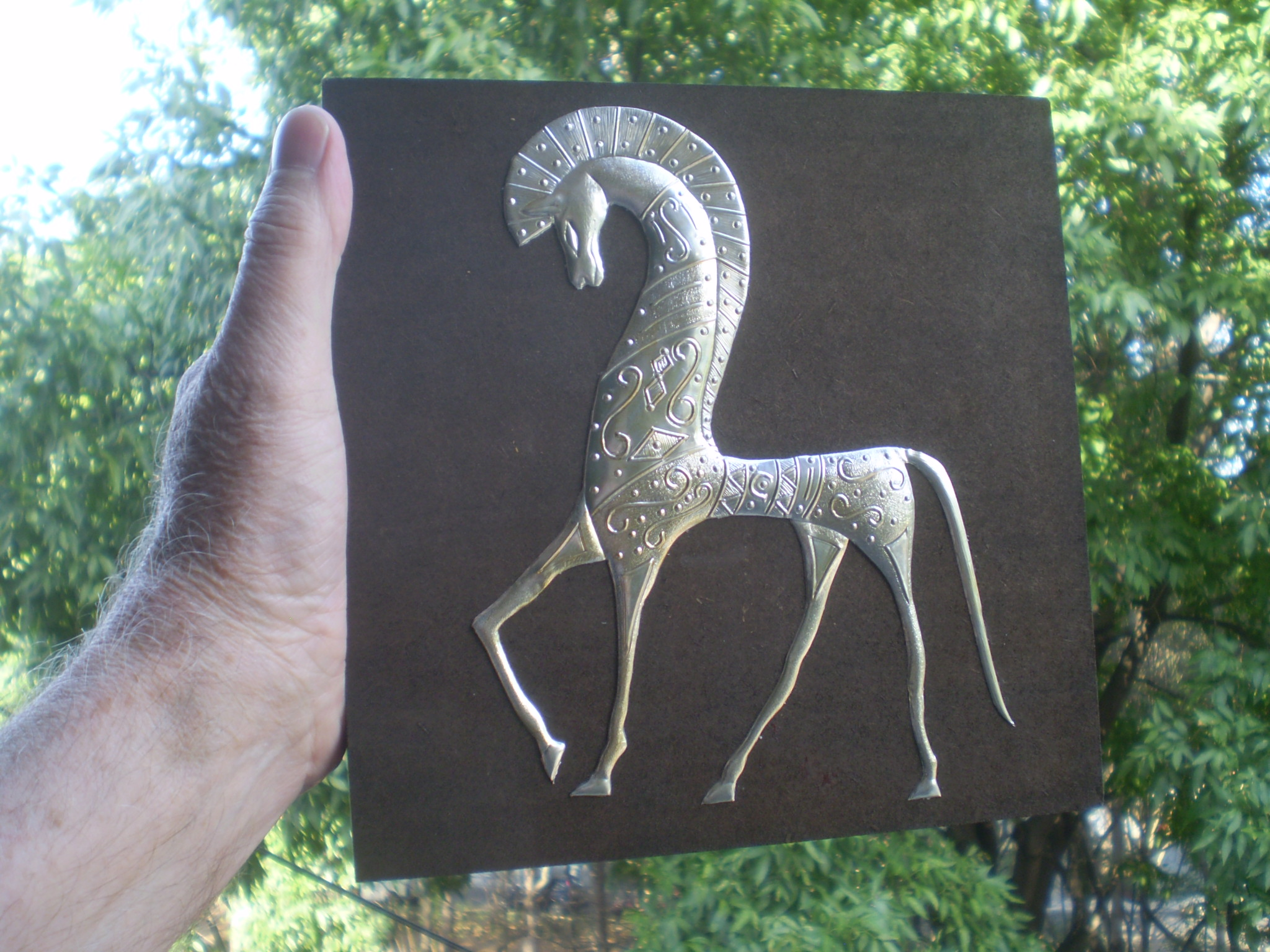
Repoussè на жести — мексиканский художник Маноло Вега «Греческий конь», 2011 г.
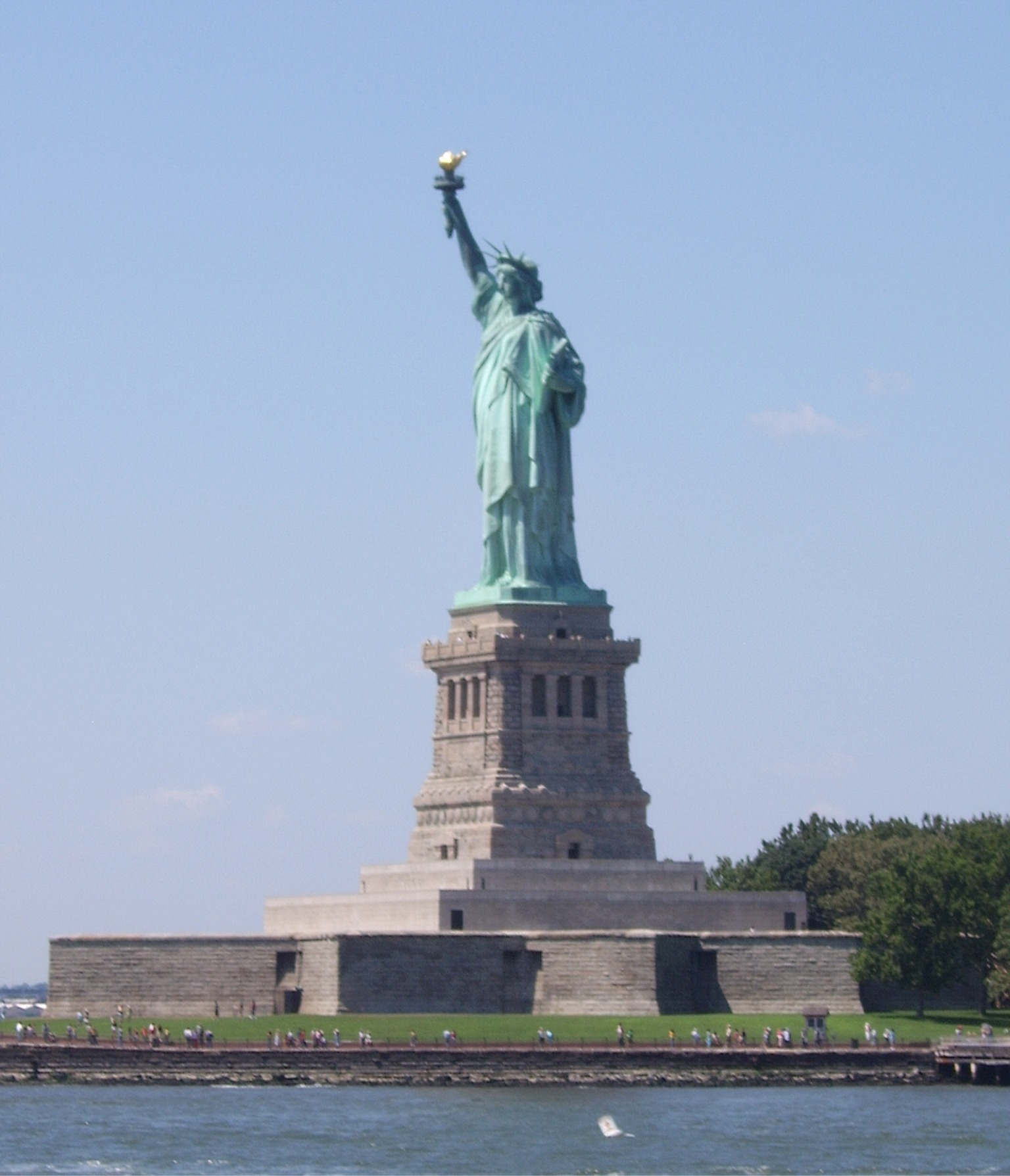
Статуя Свободы, Нью-Йорк (NY)
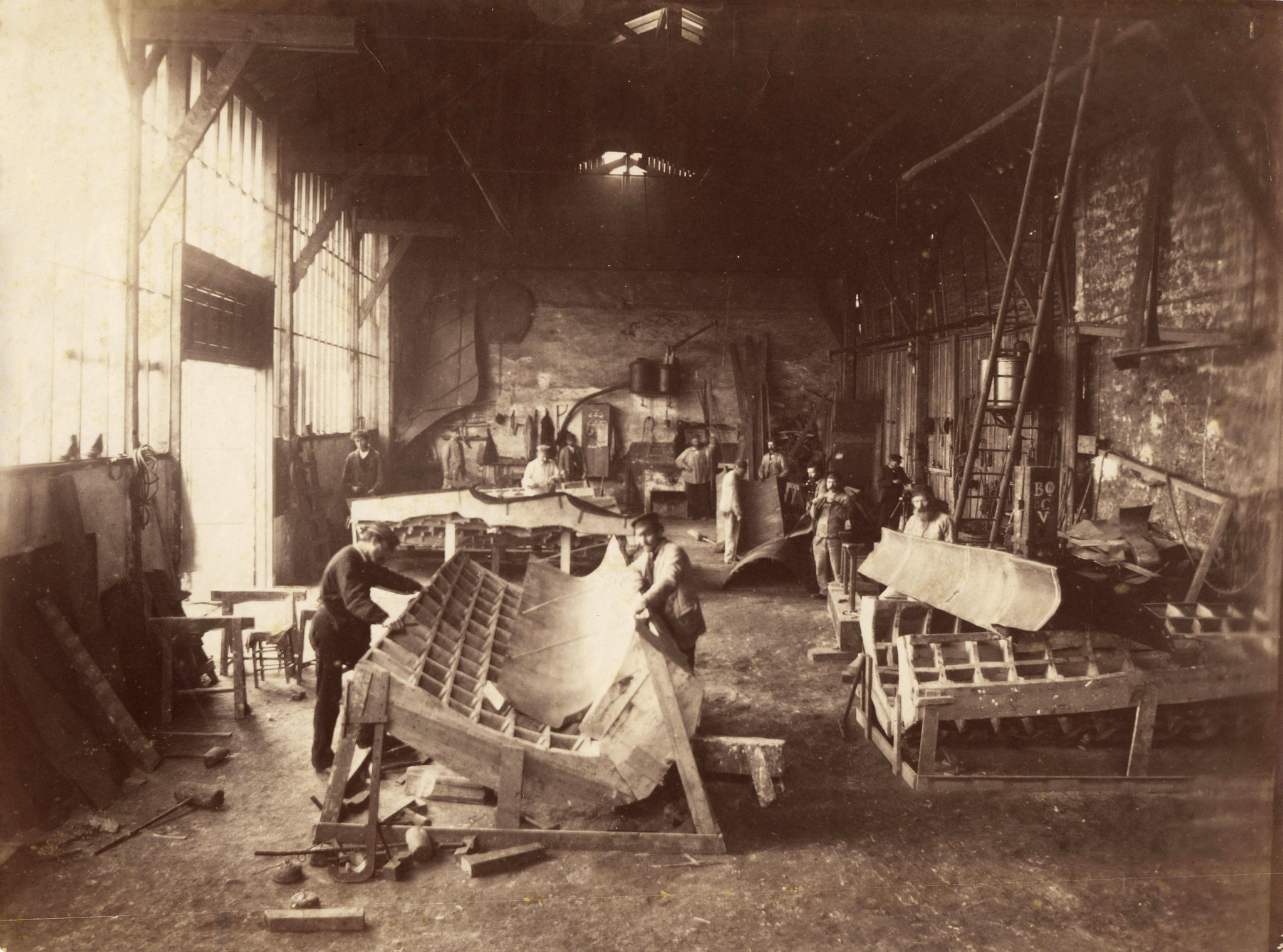
Строительство Статуи Свободы

Маски для лица
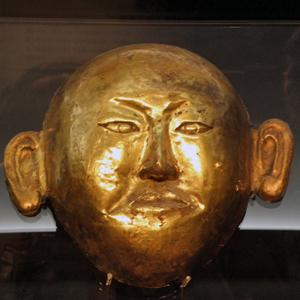
Принцесса. Золото; Королевство Чэн, 1018 г. н. э.
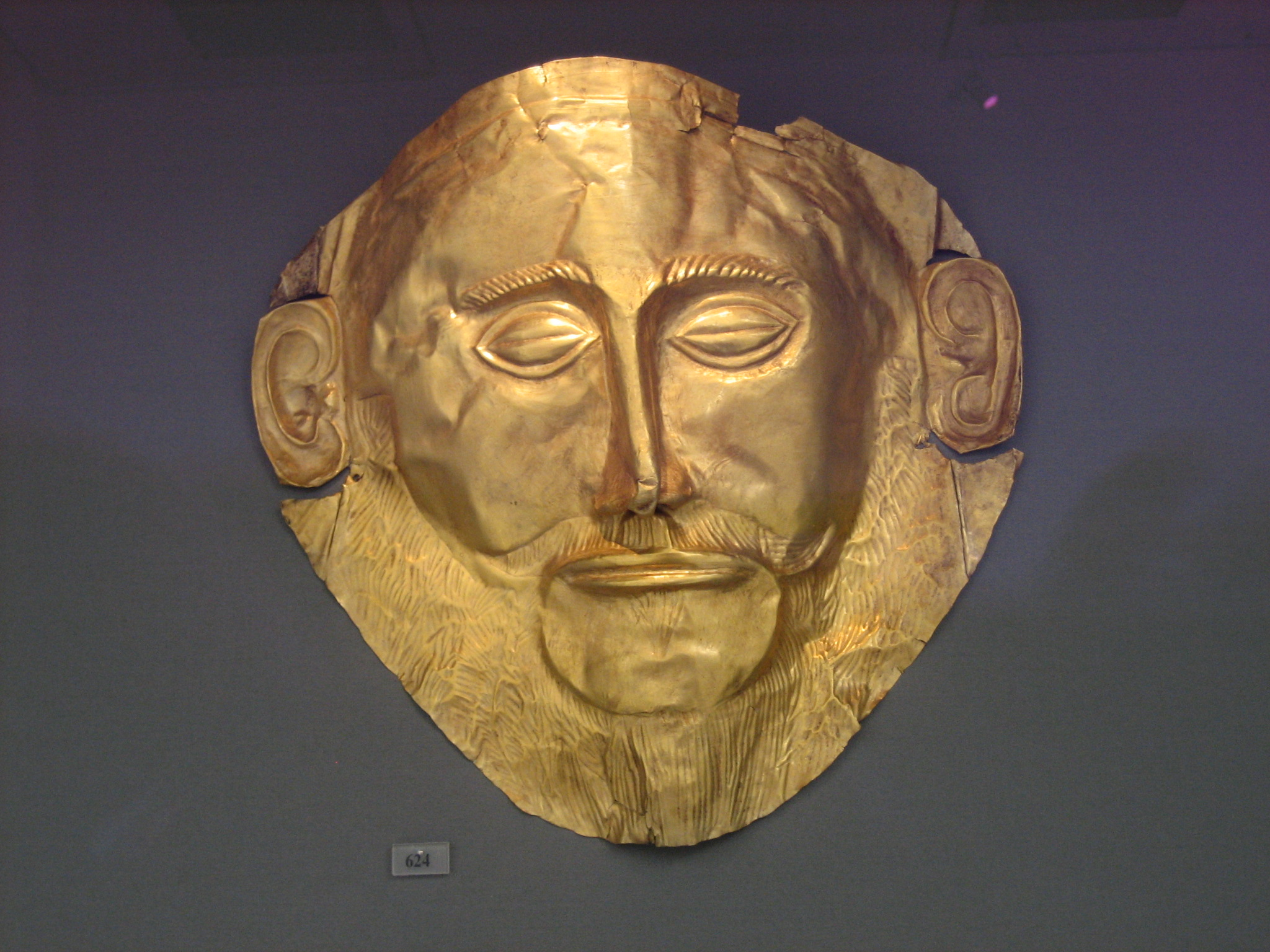
«Агамемнон». Золото; Микены, ок. 1600 г. до н. э.
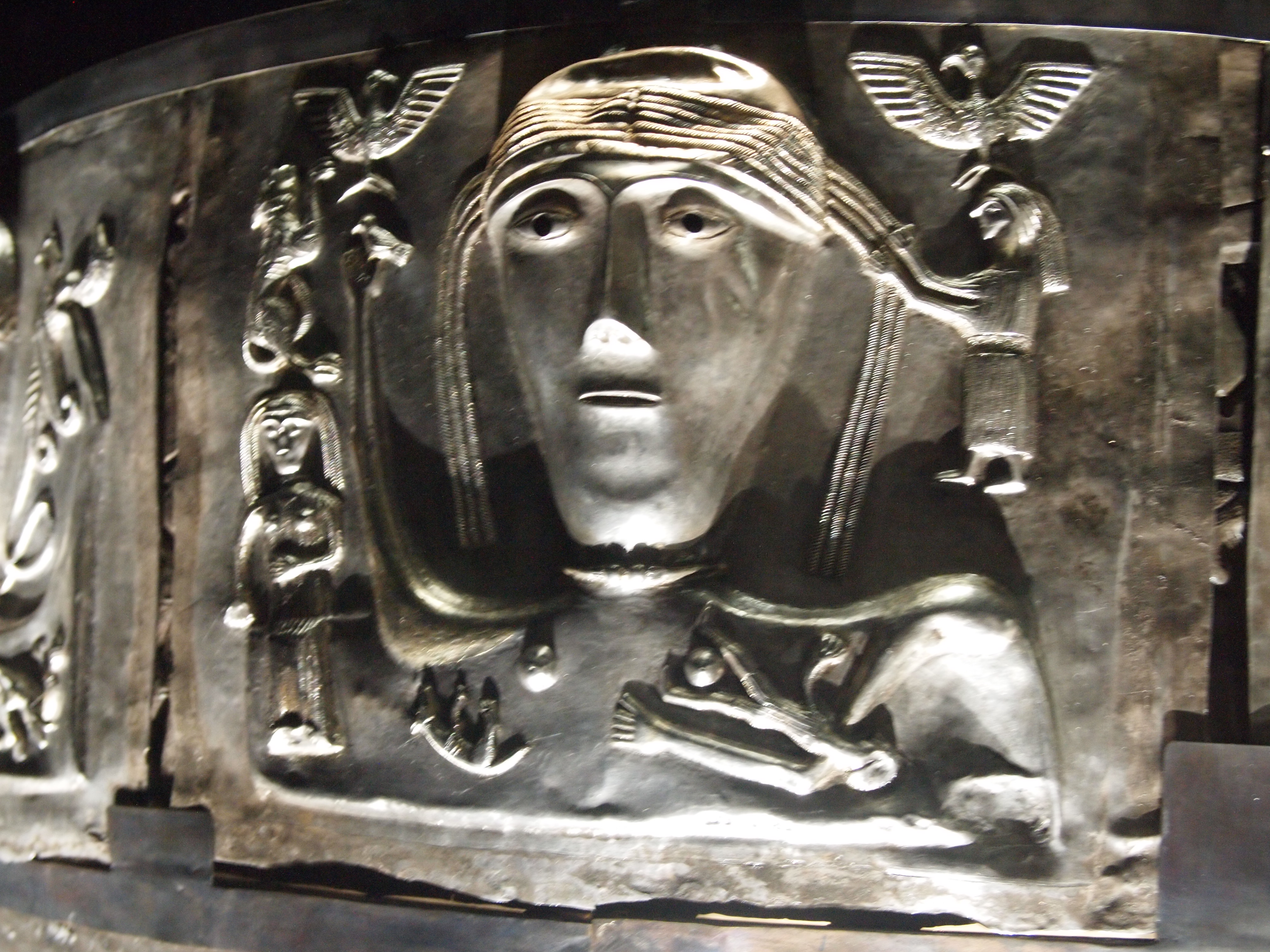
Женщина или богиня, Котёл Гундеструпа. Серебро; кельтский, ок. 100 г. до н. э.
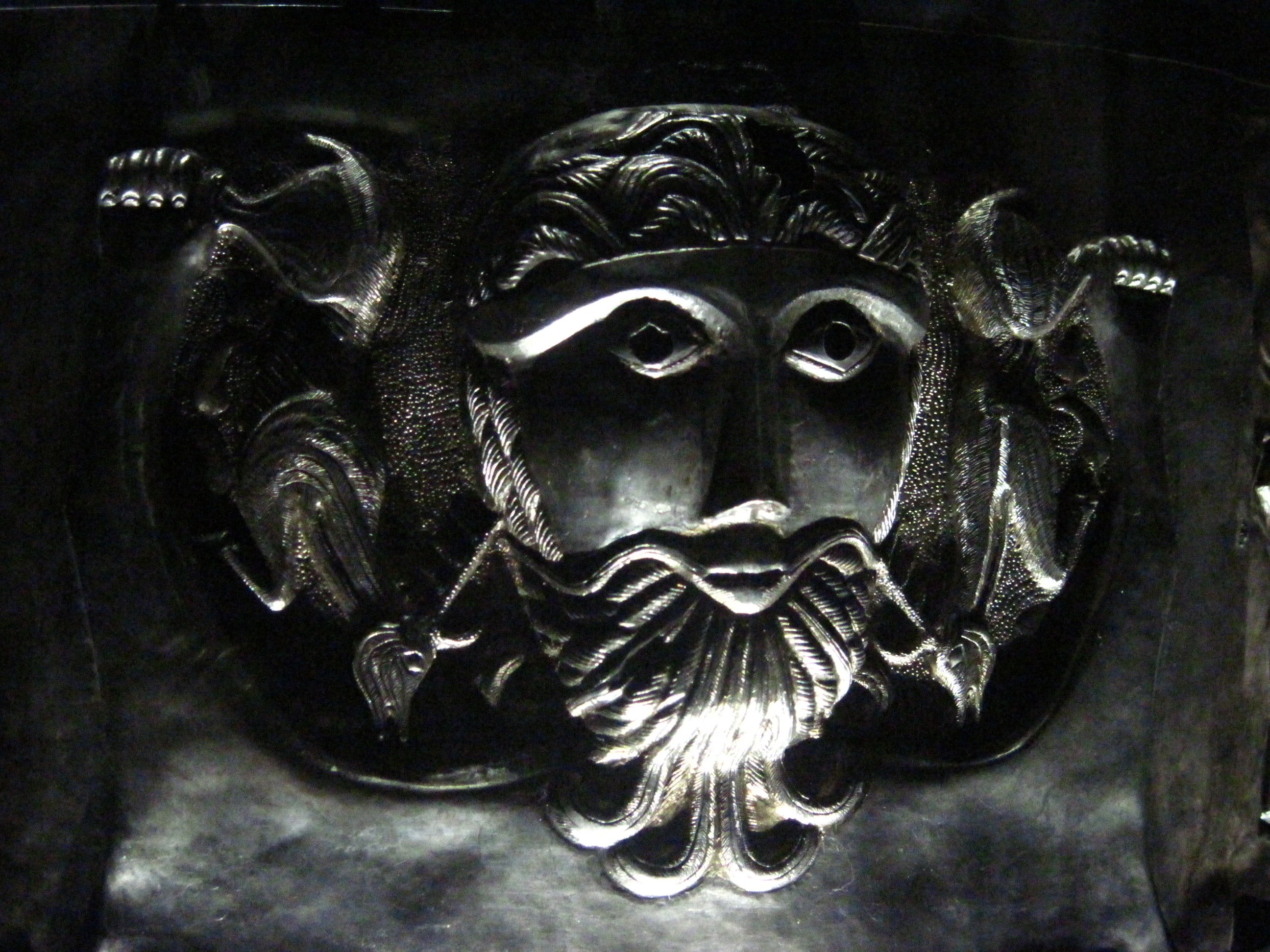
Человек или бог, Котёл Гундеструпа. Серебро; кельтский, ок. 100 г. до н. э.
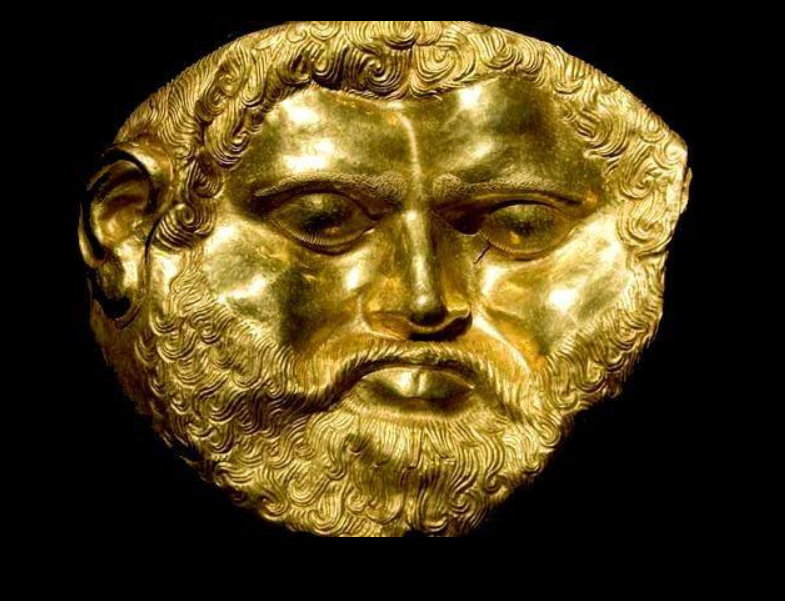
Король Терес. Золото; Фракия, 431 г. до н. э.
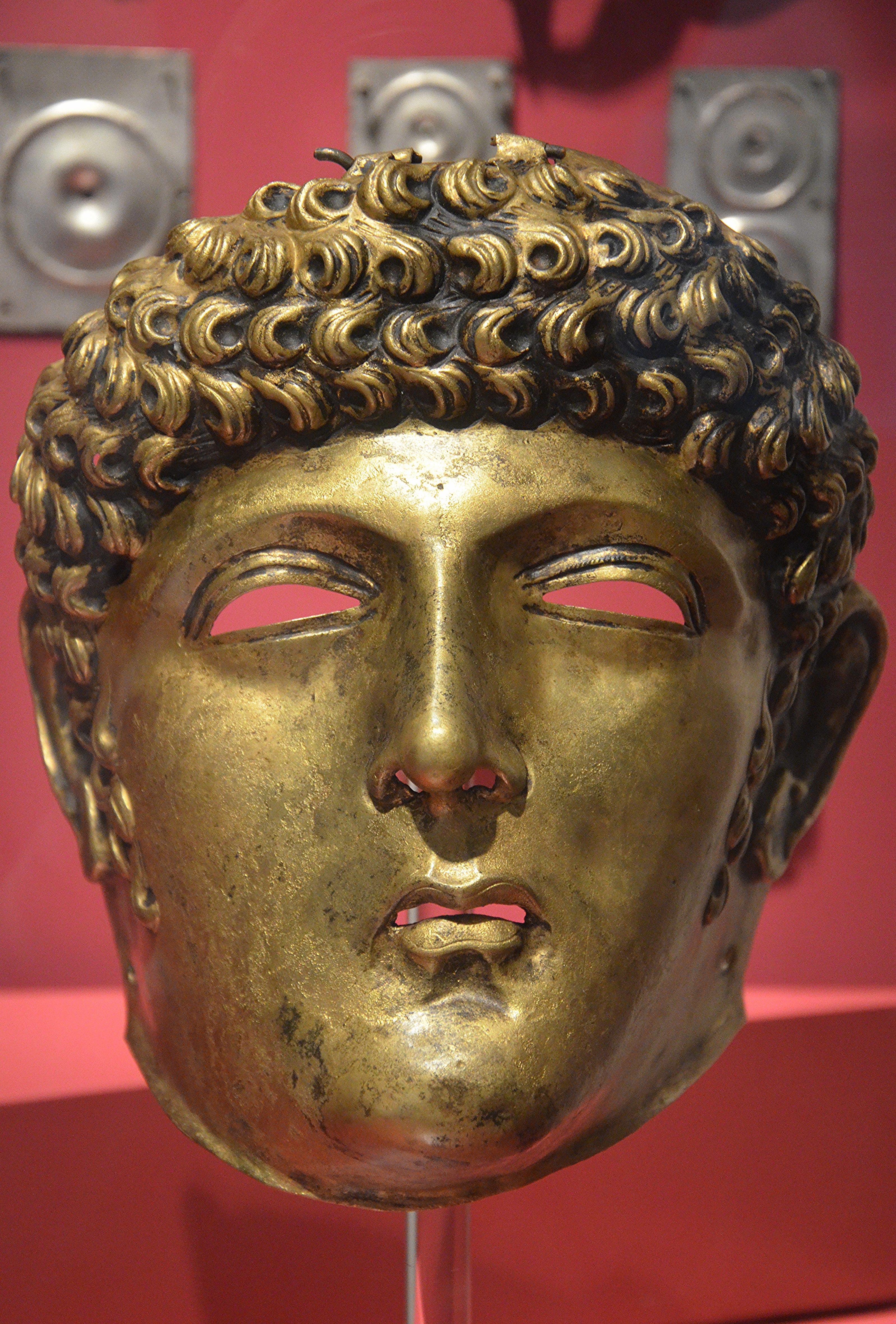
Шлем. Золото; римский.